# Аппаратный прерыватель
Аппаратный прерыватель (англ. Security switch) — аппаратное устройство защиты компьютеров, ноутбуков, смартфонов и других персональных устройств от несанкционированного доступа к ним, в отличие от виртуального коммутатора (virtual security switch), обеспечивающего программную защиту. Аппаратные прерыватели должны контролироваться только законным пользователем и поэтому изолированы от других устройств для предотвращения незаконного доступа и не должны иметь байпас в целях предотвращения злонамеренных манипуляций устройством. Основная цель Аппаратного прерывателя — обеспечить защиту от :негласное наблюдение, шпионаж, вредоносные программы, шпионское программное обеспечение и краж цифровых устройств. В отличие от других средств защиты или методов, Аппаратный прерыватель может обеспечить защиту, даже если безопасность уже была нарушена, поскольку он не имеет доступа от других компонентов и не доступен для программного обеспечения. Он может дополнительно отключать или блокировать периферийные устройства и выполнять операции устройства «человек посередине» (англ. Man in the middle (MITM)), не путать с Атака посредника. Аппаратный прерыватель может использоваться для подтверждения присутствия человека, поскольку он может быть инициирован только оператором-человеком. Это может также использоваться в качестве межсетевого экрана (см.межсетевой экран).

## Примеры
- Мобильный телефон скомпрометирован вредоносным программным обеспечением, и устройство начинает запись видео и аудио. Когда пользователь активирует режим «предотвратить захват аудио / видео» защитного переключателя, он отключает микрофон и камеру и останавливает запись без физического удаления микрофона.[2][3]

- Похищен ноутбук со встроенным защитным выключателем. Переключатель безопасности обнаруживает отсутствие связи от определенного внешнего источника в течение 12 часов и реагирует на это, отключая экран, клавиатуру и другие ключевые компоненты, что делает ноутбук бесполезным, без возможности восстановления даже в полном формате.

- Пользователь хочет запретить отслеживание своего местоположения. Затем пользователь активирует защиту геолокации, а защитный выключатель отключает всю связь GPS, исключая возможность отслеживания местоположения устройства.

- Пользователь желает исключить возможность копирования своего PIN-кода со своего смартфона. Они могут активировать функцию безопасного ввода, в результате чего защитный выключатель отключает сенсорный экран от операционной системы, поэтому входные сигналы недоступны ни для каких устройств, кроме переключателя.

- Переключатель безопасности выполняет запланированный мониторинг и обнаруживает, что программа пытается загрузить вредоносный контент из Интернета. Затем он активирует функцию безопасности в Интернете и отключает доступ в Интернет, прерывая загрузку.

## История
Концепция аппаратного прерывателя публиковалась в журнале Изобретатель и рационализатор за 2010 г. Затем презентована на 35-й конференции Институт инженеров электротехники и электроники — IEEE, Symposium on Security and Privacy.

## Внешние ссылки (англ.)
- Apple’s T2 Security Chip Makes It Harder to Tap MacBook Mics, WIRED https://www.wired.com/story/apple-t2-security-chip-macbook-microphone/
- Vendors must start adding physical on/off switches to devices that can spy on us, Larry Sanger,Co-founder of Wikipedia, https://larrysanger.org/2019/04/vendors-must-start-adding-physical-on-off-switches-to-devices-that-can-spy-on-us/
- The hardware trend Google and Apple are throwing their weight behind, Fast Company , 2019 https://www.fastcompany.com/90349731/the-hardware-trend-google-amazon-and-apple-are-throwing-their-weight-behind